# Reuben Chesang
Reuben Chesang Kambich (* 22. Dezember 1962) ist ein ehemaliger kenianischer Mittel- und Langstreckenläufer.
Bei den Commonwealth Games 1994 in Victoria siegte er über 1500 m. 1995 erreichte er über dieselbe Distanz bei den Leichtathletik-Weltmeisterschaften in Göteborg das Halbfinale und gewann Silber bei den Panafrikanischen Spielen in Harare.
2001 gewann er den Richmond-Marathon. 2002 siegte er beim Pittsburgh-Marathon und wurde Siebter beim Grandma’s Marathon. 2009 wurde er jeweils Sechster beim Culiacán-Marathon und beim Twin Cities Marathon.

## Bestzeiten
- 1000 m: 2:18,59 min, 18. Juli 1992, Lindau
- 1500 m: 3:36,70 min, 28. August 1994, Victoria
  - Halle: 3:40,70 min, 14. Februar 1993, Sindelfingen
- 3000 m: 7:49,99 min, 10. Juli 1997, Lignano
  - Halle: 7:52,05 min, 18. Februar 1992, Genua
- 5000 m: 13:31,80 min, 9. Juni 1993, Arnsberg
- Marathon: 2:14:09 h, 22. Juni 2002, Duluth
- 3000-Meter-Hindernislauf: 8:31,28 min, 26. Juni 1993, Pau